# Who Touched My Violin String
Who Touched My Violin String (谁动了我的琴弦 - Ai đã chạm vào dây đàn violin của tôi) là album studio đầu tay của ca sĩ - nhạc sĩ người Trung Quốc, Châu Bút Sướng (Bibi Zhou - 周筆暢), phát hành ngày 12 tháng 8 năm 2006. Album đã giành giải thưởng dành cho "Album xuất sắc nhất" tại lễ trao giải 2006 Guangdong 9+2 Music Awards. Album cũng là một trong những album bán chạy nhất trong năm tại Trung Quốc Đại Lục.
 It was also one of the best selling albums of year in mainland China.

## Danh sách bài hát
1. "Số điện thoại" 号码 - 4:04
2. "Địa chỉ e-mail" 电子邮件 - 3:26
3. "Đừng yêu em như yêu một người bạn" 别爱我, 像爱个朋友 - 4:11
4. "Alô! Alô! " 喂! 喂! - 3:14
5. "Ai chạm vào dây đàn violin của tôi" 谁动了我的琴弦 - 3:29
6. "Cái đó cái đó" 那个那个 - 3:43
7. "Nấm Độc" 毒蘑菇 - 3:37
8. "Moan of Ecstasy" 那我 - 2:54
9. "Tĩnh lặng" 人岛 - 4:41
10. "Hot Fish" 岛的汤 - 2:34
11. "Cánh diều" 风那 - 3:58
12. "Đảo không người" 无人岛 - 3:02
13. "Cô gái mang mắt kính" 戴眼镜的女孩 - 4:03
14. "Nhà trên đồi" 眼镜 - 3:34
15. "Súp lạnh" 冷的汤 - 3:52